# 23980 Огден
23980 Огден (23980 Ogden) — астероїд головного поясу, відкритий 14 травня 1999 року.
Тіссеранів параметр щодо Юпітера — 3,501.